# Nikola Markoski
Nikola Markoski (mazedonisch Никола Маркоски; * 22. Mai 1990 in Struga, SR Mazedonien, SFR Jugoslawien) ist ein nordmazedonischer Handballspieler, der zumeist als Kreisläufer eingesetzt wird. Sein älterer Bruder Velko ist ebenfalls Handballspieler.

## Karriere
Der 1,95 m große und 113 kg schwere Rechtshänder begann seine Profikarriere beim mazedonischen Verein RK Vardar Skopje, mit dem er 2008 Pokalsieger wurde. In der Saison 2008/09 stand er im Kader des Nachwuchsteams MRK Vardar Skopje und spielte im EHF Challenge Cup 2008/09. Anschließend kehrte er in die erste Mannschaft zurück. 2012 wurde er erneut Pokalsieger, 2013 gewann er die Meisterschaft. International erreichte er die Gruppenphase in der EHF Champions League 2009/10, das Halbfinale im EHF-Europapokal der Pokalsieger 2010/11, die zweite Runde im EHF-Pokal 2011/12 und die dritte Runde im EHF Europa Pokal 2012/13. Seit 2013 läuft er für den Stadtrivalen RK Metalurg Skopje auf, mit dem er 2014 Meister wurde. In der EHF Champions League 2013/14 erreichte er das Viertelfinale. Im Februar 2015 schloss er sich RK Zomimak-M an. Nachdem Markoski in der Saison 2015/16 für den mazedonischen Verein RK Rabotnički aufgelaufen war, wechselte er zum ungarischen Klub Orosházi FKSE. Ab 2018 spielte der Kreisläufer für RK Eurofarm Rabotnik bzw. den Nachfolger RK Eurofarm Pelister. Vier Jahre später schloss er sich dem Ligakonkurrenten RK Alkaloid an, mit dem er 2024 den Pokal gewann.
Mit der nordmazedonischen Nationalmannschaft nahm Nikola Markoski an der Weltmeisterschaft 2013 und der Europameisterschaft 2014 teil. Er stand im Kader für die Europameisterschaft 2024 und belegte mit Nordmazedonien den 17. Platz. Bei der Weltmeisterschaft 2025 warf er fünf Tore in sechs Spielen und belegte mit dem Team den 15. Platz.